# Người Basque
Người xứ Basques (tiếng Basque: euskaldunak, tiếng Tây Ban Nha: vascos, tiếng Pháp: Basques) là một nhóm dân tộc, sinh sống chủ yếu ở khu vực thường được gọi là xứ Basque (tiếng Basque: Euskal Herria), một khu vực nằm khoảng cuối phía tây của dãy núi Pyrenees trên bờ biển Vịnh Biscay và nằm giữa các phần của Trung - Bắc Tây Ban Nha và Tây - Nam nước Pháp.

## Liên kết
- Basque Autonomous Government.